# تئو فرانکن
تئو فرانکن (متولد ۷ فوریه ۱۹۷۸) یک سیاستمدار بلژیکی است که از سال ۲۰۱۰ عضو پارلمان بلژیک است. او یکی از اعضای اتحاد فلاندرز جدید (N-VA)، یک حزب محافظه کار ملی‌گرای فلاندری است.
فرانکن در اولین کابینه چارلز میشل در سال ۲۰۱۴ به عنوان وزیر امور خارجه در امور پناهندگی و مهاجرت منصوب شد، در آن زمان او به دلیل رویکرد بحث‌برانگیز سخت‌گیرانه خود در مورد مهاجرت غیرقانونی در بحبوحه بحران مهاجران اروپا، مورد توجه قرار گرفت. فرانکن و حزبش با حمایت بلژیک از پیمان جهانی مهاجرت مخالفت کردند، که منجر به خروج آنها از دولت ائتلافی در دسامبر ۲۰۱۸ و در نتیجه فروپاشی آن شد.

## فعالیت سیاسی
فرانکن پس از انتخابات سال ۲۰۱۴ به عنوان وزیر مشاور برای پناهندگی، مهاجرت و ساده‌سازی اداری حکومت فدرال وارد دولت رگرینگ-میشل شد.
تئو فرانکن در دوره زمامداری خود، رشته تدابیر اداری و تغییرات قانونی را برای ارتقای بازگرداندن مهاجران غیرقانونی اعمال کرد، که به رکورد زدن در بازگرداندن مهاجران غیرقانونی که به خاطر بزه‌های جنایی زندانی بودند انجامید. این سیاست، با وجود انتقاد شدید احزاب چپگرا، بر اساس نظرسنجی‌ها او را به محبوبترین سیاستمدار در بلژیک و مهم‌تر از همه در منطقه فرانسوی زبان بلژیک که به‌طور پیوسته فرانکن در آن به صورت یک سیاستمدار راست افراطی تصویر شده، تبدیل کرد.

## کفالت سیاسی
تئو فرانکن در پی بازداشت بحث‌برانگیز و پخش اعتراف اجباری پنج ورزشکار شیرازی به نام‌های اشراق نجف‌آبادی، دنا شیبانی، حسام موسوی، محمد خیوه و امیرارسلان مهدوی در رسانه‌های حکومتی نظام جمهوری اسلامی ایران، کفالت سیاسی آن‌ها را بر عهده گرفت و خود را «پدرخوانده سیاسی» آن‌ها نامید. .

## زندگی شخصی
فرانکن متأهل و دارای دو فرزند است و در لوبیک زندگی می‌کند. در سال ۲۰۱۴، فرانکن از سوی فردی که گفته می‌شود یک مسلمان افراطی است به همراه وزیر همکار هم‌حزبی، جان جامبون، هدف تهدید مرگ قرار گرفت. او در نتیجه این تهدید از حفاظت پلیس برخوردار شد.

## یادداشت
1. ↑  "DPG Media Privacy Gate". myprivacy.dpgmedia.be.
2. ↑  "Theo Francken populairste politicus van ons land". Het Nieuwsblad. Retrieved Aug 10, 2020.
3. ↑  Libre.be, La (Oct 15, 2014). "Onkelinx dénonce "le bruit des bottes dans le gouvernement"". LaLibre.be. Retrieved Aug 10, 2020.
4. ↑  «ادامه پیوستن نمایندگان پارلمان‌های اروپا به کارزار پذیرش کفالت سیاسی معترضان زندانی ایران». ایران اینترنشنال. دریافت‌شده در ۲۰۲۲-۱۲-۲۳.
5. ↑  "Interior Minister receives death threats". vrtnws.be. October 26, 2014.